# Thayarwady
Thayarwady är en stad i Myanmar. Den ligger i Bagoregionen, i den södra delen av landet, 230 km söder om huvudstaden Naypyidaw. Folkmängden uppgår till cirka 20 000 invånare.

## Klimat
Savannklimat råder i trakten. Årsmedeltemperaturen i trakten är 25 °C. Den varmaste månaden är april, då medeltemperaturen är 32 °C, och den kallaste är juni, med 22 °C. Genomsnittlig årsnederbörd är 3 145 millimeter. Den regnigaste månaden är juli, med i genomsnitt 864 mm nederbörd, och den torraste är februari, med 1 mm nederbörd.